# Pseudomyrmex filiformis
Pseudomyrmex filiformis es una especie de hormiga del género Pseudomyrmex, subfamilia Pseudomyrmecinae.

## Historia
Esta especie fue descrita científicamente por Fabricius en 1804.